# تینا کاندلاکی

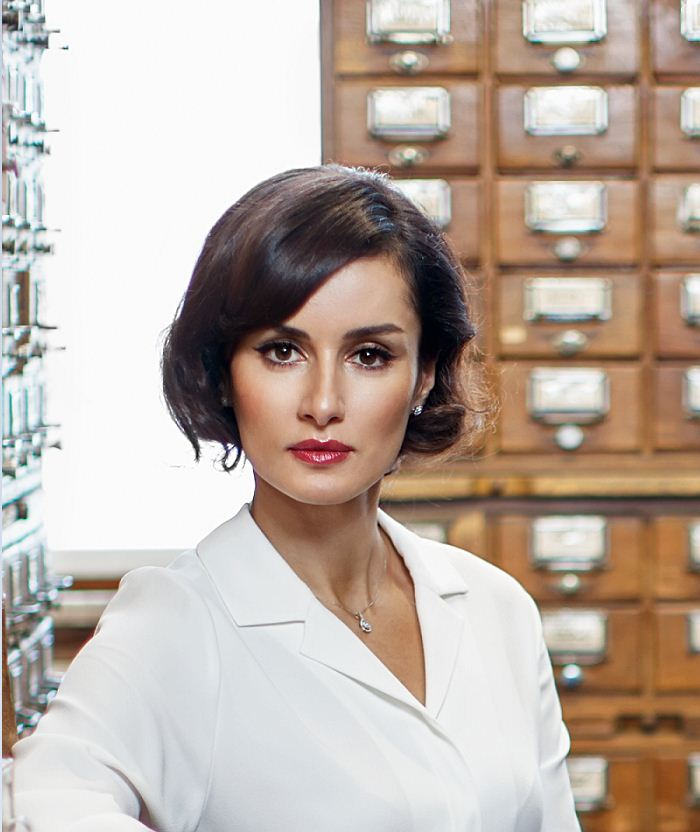
Tina Kandelaki (Russian Public Chamber, 2010)

تیتاتین «تینا» کاندلاکی (روسی: Тина Канделаки, گرجی: თინათინ კანდელაკი, یونانی: Τινα Κανδηλακη؛ زادهٔ ۱۰ نوامبر ۱۹۷۵) روزنامه‌نگار، مجری تلویزیون، مجری، رستوران‌دار، بازیگر، تهیه‌کننده تلویزیونی، و مجری رادیو اهل گرجستان که ساکن روسیه است. وی از سال میلادی تاکنون مشغول فعالیت بوده‌است.

## زندگی‌نامه
وی در ۱۰ نوامبر ۱۹۷۵ در تفلیس به دنیا آمد و از دانشگاه دولتی تفلیس و en:Russian State University for the Humanities فارغ‌التحصیل شد. از فیلم‌ها یا برنامه‌های تلویزیونی که وی در آن نقش داشته‌است می‌توان به نسخه روسی بتی بی‌ریخته اشاره کرد. وی همچنین برندهٔ جوایزی همچون en:TEFI شده‌است.